# 印尼鐵路運輸
印尼鐵路運輸（英語：Rail transport in Indonesia）系統中的大部分都建置在爪哇島，同時供客運和貨運使用。蘇門答臘島有三個獨立的鐵路網絡（分別在1.亞齊特區和北蘇門答臘省、2.西蘇門答臘省和3.南蘇門答臘省和楠榜省），而在加里曼丹和蘇拉威西島正在開發兩個新的鐵路網絡。印尼在2017年完成一項國家鐵路網計劃。根據這項計劃，將增建3,200公里新的鐵路軌道，分佈於蘇門答臘島、爪哇島、加里曼丹和蘇拉威西島，這個計畫號稱是印尼自1945年脫離荷蘭獨立以來，覆蓋最廣泛的鐵路項目。印尼計畫到2030年把全國鐵路網長度延伸至10,524公里。截至2022年9月，該國網絡的長度累計為7,032公里。
印尼各省以及各大都會區，特別是爪哇島的雅加達和萬隆已有通勤鐵路。新的捷運系統和輕軌運輸系統也被引進雅加達及南蘇門答臘省巨港。
雖然印尼的道路通行方向採的是靠左行駛方式，但大多數鐵路線都採靠右行駛方式，原因是早年荷蘭殖民政府興建鐵路就是靠右行駛。
印尼鐵道的軌距為1,067毫米（3英尺6英寸，稱為開普軌距），但從前有軌距1,435毫米（4英尺8+1⁄2英寸，稱為標準軌距）和750毫米（2英尺5+1⁄2英寸）的路線。在蘇門答臘島（包含亞齊特區）、加里曼丹、蘇拉威西島和西巴布亞新建的鐵路，加上雅加達輕軌以及印尼高速鐵路都採用1,435毫米軌距。雅加達大都會區中大部分地區都已電氣化，採用1,500伏特直流電架空輸電線路方式供電。
印尼鐵路營運者主要為國有企業 - 印尼鐵路公司（KAI）、KAI子公司KAI通勤 和另一子公司KAI機場鐵路。印尼的基礎設施均由國有企業參與建設，以及經營。
在爪哇島和蘇門答臘島有各種產業輕型鐵道，供甘蔗種植園和油棕種植園運輸之用。

## 歷史

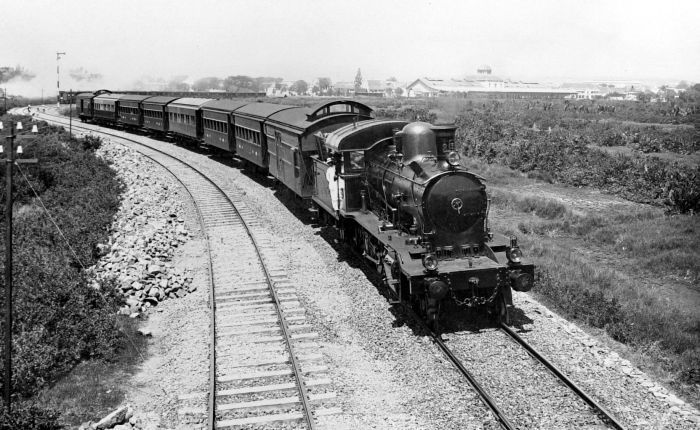
荷屬東印度鐵路公司（Nederlands-Indische Spoorweg Maatschappij）所擁有的鐵路機車及車廂（約攝於1900年代）。

印尼的首條鐵路線於1867年開通，最初採標準軌）。然後逐步擴充，參與者有政府經營以及私營的公司（參見荷屬東印度日佔時期）。
印尼鐵路在日本佔領印尼時期和印尼獨立革命時期均曾受到破壞，狀況不佳。到1950年，印尼政府添置100台蒸汽機車，1953年開始更換為柴油引擎機車。到1980年代，大多數幹線均已使用柴油引擎機車。從1970年代開始從日本購置電聯車，以取代使用達60年的電力機車。
印尼自獨立以來，所有鐵路幹線均由國家營運。私營鐵路營運商一開始受到有償併入，到1971年，印尼鐵路系統已完全國有化。
新建鐵路線極為稀少，大部分的建設集中在把既有路線擴增為雙線，或是四線。大部分舊有的產業輕型鐵道線都遭關閉，全國鐵道長度從大約7,000公里減少到只剩3,000公里。

## 營運商
- KAI - 經營本地、區域和城際列車。
  - KAI機場鐵路公司 (KAI Bandara) - 與印尼國有企業部（英语：Ministry of State Owned Enterprises）所屬印尼機場公司合資經營機場鐵路連接服務。
  - KAI通勤 (KAI Commuter) - 經營通勤鐵路服務。
  - KAI快遞（(簡稱KAI Logistik) - 經營鐵路快遞服務。
- 雅加达亚运会（PT MRT Jakarta）- 是雅加達特別首都地區的省營企業，經營雅加達地鐵。
- 雅加達輕軌公司（PT LRT Jakarta） - 雅加達特別首都地區省營企業Jakpro所屬的子公司，經營雅加達輕軌系統。
- KAI機場鐵路公司 (KAI Bandara) - 經營蘇加諾-哈達機場輕軌。
- 印尼國內移民計劃（PT Kereta Cepat Indonesia-China） - 計劃經營雅加達-萬隆間的高速鐵路（簡稱雅萬高鐵），這是由印尼財團（PT Pilar Sinergi BUMN Indonesia，包含KAI等公司）和中國財團（包含中鐵國際集團等公司）合資的公司。

## 各地區鐵路基礎設施

### 爪哇島

爪哇島交通運輸路線（含鐵路）圖。

印尼首條鐵路建在爪哇島上，使用的軌距為1,435毫米（標準軌）。在日本佔領期間，軌距被更換為1,067毫米（3英尺6英寸）。島上鐵道網絡最長的時候達到4,807公里（2,987英里），可連接到島上的大部分地區。爪哇島網絡列車分為九個區域部門運作。

### 蘇門答臘島

蘇門答臘島幾座互不相連的鐵路系統。當中有些路段尚未運作。

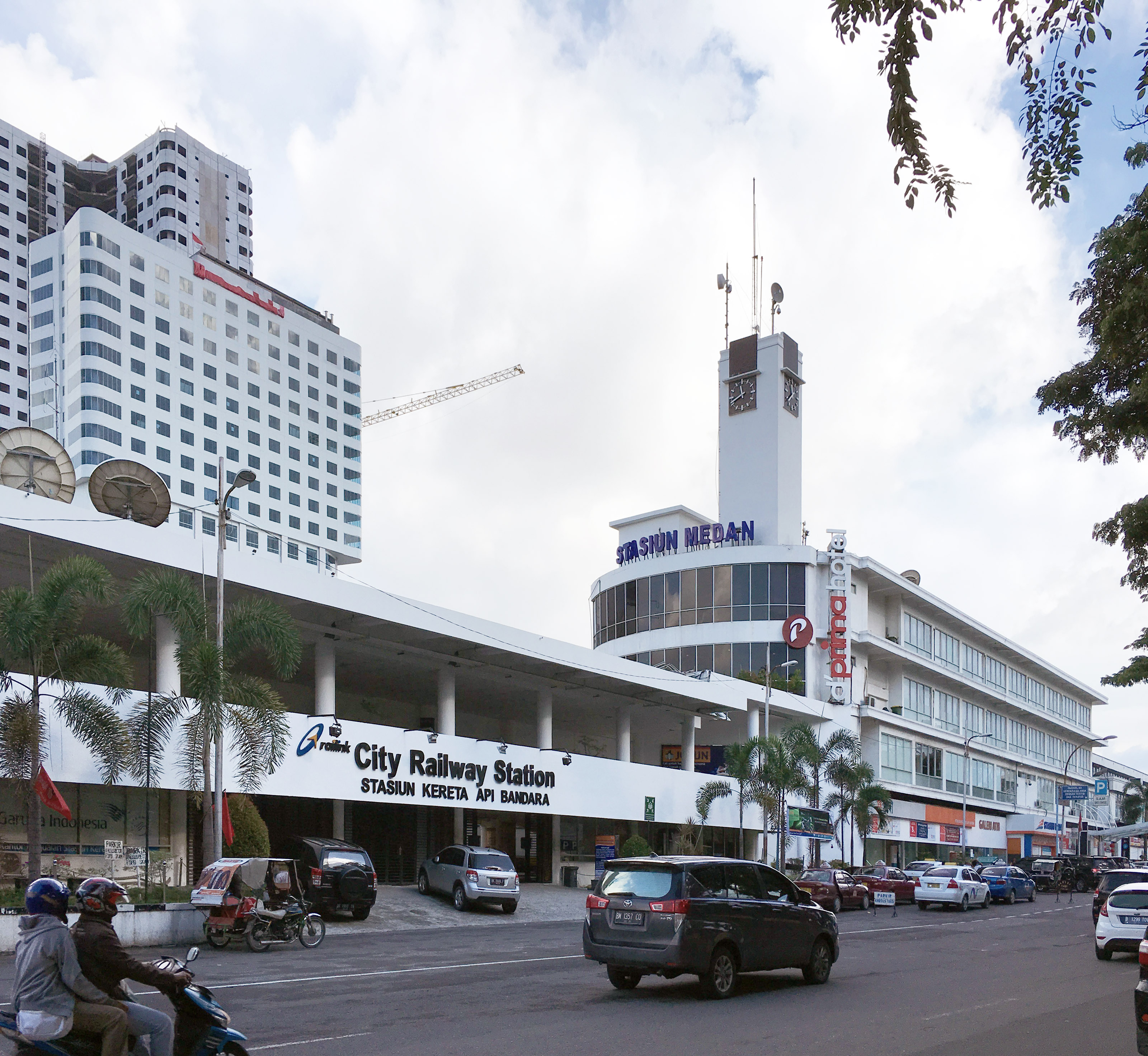
棉蘭鐵路總站，供城際鐵路以及連結瓜拉納穆國際機場的鐵路使用。

截至2013年，蘇門答臘島的鐵道長度為1,869公里，其中1,348公里在運作中。在荷屬東印度時期建有幾個互不連接的鐵路網絡：
- 在蘇門答臘島北部的班達亞齊 - 司馬威

- 別西塘
- 棉蘭 - 直名丁宜 - 先達 - 朗陶普拉帕路線（班達亞齊到別西塘的路段於1971年關閉，迄2011年，有資料顯示這條關閉的路線正在重建中。）
- 在西蘇門答臘省的巴塘 - 梭羅克 - 武吉丁宜路線
- 在南蘇門答臘省的班達楠榜 - 巨港 - 拉哈特 - 盧布林高路線

印尼政府已設定跨蘇門答臘鐵路計劃（Trans-Sumatra Railway plan），將把這些孤立線路連接以及整修。蘇門答臘島的鐵路服務分為四個區域部門，分別是：
| 區域部門 1 (北蘇門答臘省及亞齊特區) | 區域部門 2 (西蘇門答臘省) | 區域部門 3 (南蘇門答臘省)                                                                         | 區域部門 4 (楠榜省及南蘇門答臘省)              |
| --- | --- | ------------------------------------------------------------------------------------------------- | ---------------------------------------------- |
| - 棉蘭 - 直名丁宜 - 阿拉斯卡布 - 瓜拉納穆國際機場路線 - 直名丁宜- 基薩蘭路線 - 基薩蘭 - 哥打檳榔路線 - 基薩蘭 - 丹戎巴來路線 - 直名丁宜 - 先達路線 - 棉蘭 - 勿拉灣路線 - 棉蘭 - 別西塘路線 - 庫塔·布朗 - 庫倫·格酷路線 | - 特魯可·貝宇港 - 沙哇倫多(156.5公里)路線 - 穆拉·卡拉邦 - 帕當·西卜蘇克(6.2公里)路線 - 布吉·普圖士 - 因達隆（Indarung）(14.5公里)路線 - 盧卜克·阿隆（Lubuk Alung） - 帕里亞曼 (21.5公里)路線 - 帕里亞曼 - 桑該·里茂(15公里)路線 - 巴東班讓 - 巴爺公務(52.1公里)路線 - 巴爺公務 - 林邦囊（Limbanang）(20.2公里)路線 - 帕當·西卜蘇克 - 穆拉·西均仲(19.9公里)路線 - 巴塘 - 普拉·艾爾（Pulau Air，於巴塘）(5.5公里)路線 - 都庫（Duku） - 米南加保國際機場路線 | - 科大帕蒂 - 普拉布穆利路線 - 新邦（於占碑省，Simpang) - 因爪拉亞路線 - 普拉布穆利 - 盧布林高路線 | - 塔拉翰（於楠榜省，Tarahan） - 普拉布穆利路線 |

### 加里曼丹
加里曼丹的首條鐵路網絡於1908年開通，以連結在巴厘巴板的煉油廠和港口。鐵路於1950年關閉。加里曼丹當局在2010年宣布，計劃建設一條長122公里的標準軌鐵路，把穆阿拉·瓦豪開採的煤炭運到
班加隆港口。俄羅斯鐵路公司在2016年1月公司報導稱這條鐵路建設將於2019年完成。而俄羅斯鐵路公司在2022年宣布退出初始投資，鐵路項目遭到取消。

### 小巽他群島
2019年，據巴厘島當地不動產網路媒體巴厘島加普拉（Gapura Bali）披露，巴厘島省長哇揚·克斯特將建造一條標準軌鐵路，“以便大幅改進巴厘島的交通基礎設施，並有計劃在全島建設電氣化鐵路網絡”。

### 蘇拉威西島

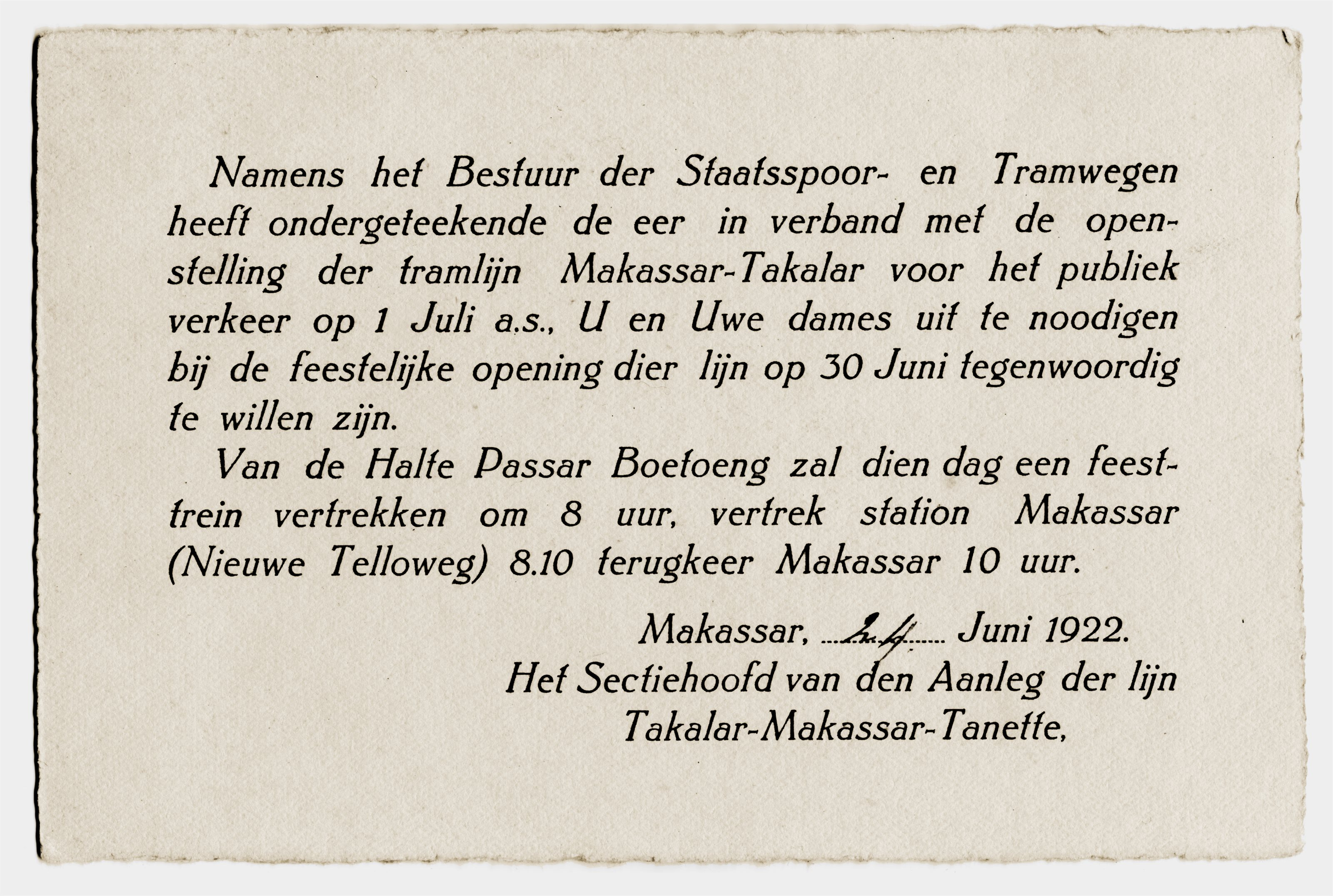
望加錫 - 塔卡拉爾縣的鐵路線於1922年開始營運，圖中為當年的通車典禮邀請函。

蘇拉威西島的首條鐵路網絡於1922年開通，連接望加錫和塔卡拉爾縣，但因收入不佳，於1930年關閉。2022年，跨蘇拉威西鐵路正興建中，採用標準軌，比爪哇及和蘇門答臘舊線路使用的開普軌距更寬，可承載較大的重量和提高行車速度。

### 巴布亞
有計劃在西巴布亞省修建一條440公里長的鐵路，以連結曼諾瓦里和梭隆兩地。

## 鐵路機車

### 保存下來的機車

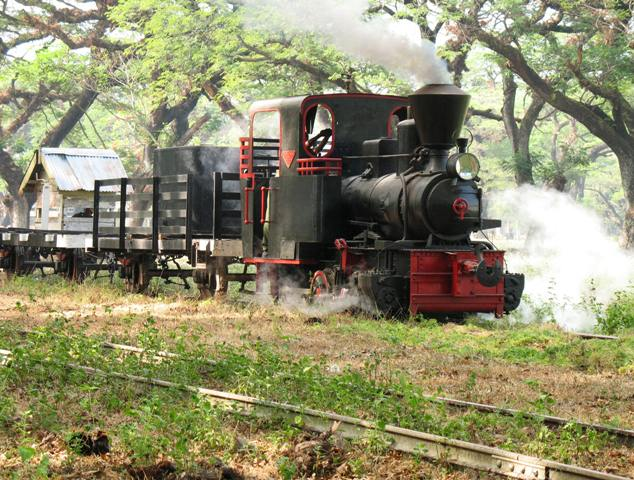
賽普森林鐵路的鐵路機車。

印尼保存有各類鐵路機車，是許多不同鐵路公司的遺留物。但只有五輛蒸汽機車仍處於可運行狀態，其中兩部保存於安巴拉瓦鐵路博物館，兩部在梭羅的加拉達拉觀光鐵路運作，另外一部置放於沙哇倫多鐵路博物館。另有靜態展覽的鐵路機車保存於雅加達的美麗印尼縮影公園（印尼語： 的交通博物館（由印尼交通部負責管理）和中爪哇省的安巴拉瓦鐵路博物館（由KAI負責管理）。在許多城鎮也可找到加裝底座用以展示的老機車。但特殊的是少有車廂被保存下來。

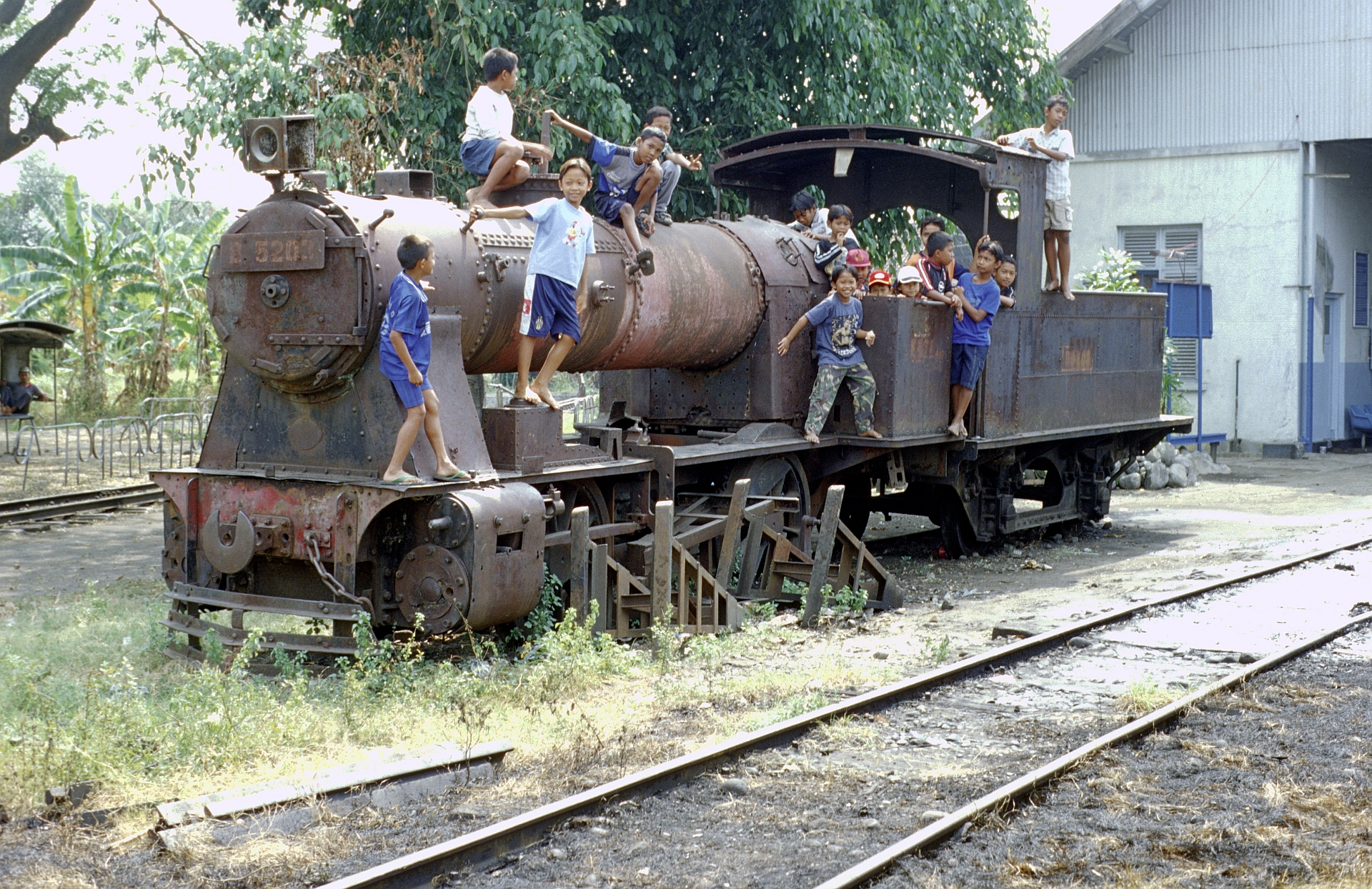
存放在直葛機車場的殘破B52 03編號蒸氣機車（攝於2002年7月9日）。推測之後被當作廢料處置。

在1997年的亞洲金融風暴過後，存放在站場中的蒸汽機車體，因其本身的金屬殘餘價值增加，到2000年，大多數尚未加裝底座用以展示，或是未送往博物館的機車均遭報廢出售，這種行為可能涉及非法。
賽普森林鐵路仍有四部可操作的工業蒸汽機車，另有兩輛保存中的機車。這家公司是目前印尼擁有最多蒸汽機車的機構。
印尼使用的蒸氣機車中，有幾型是“末代”的機種。 編號E10 60是1966年出廠的齒軌鐵路蒸汽機車（德國Esslingen公司出品，型號5316），在梭羅鐵路博物館中運行。編號BB84是為非旅遊鐵路建造的最後一輛莫利特機車（根據鐵道機車專家AE·杜蘭特 (A.E. Durrant） 著作提供的資訊
），是日本車輛製造在1962年出廠的產品（工號2007）。這輛機車放在班達亞齊展示，未受到2004年12月的印度洋大地震所引發的海嘯破壞。機車狀況很差，閥門傳動裝置和氣缸活塞均不存在（截至2006年3月）。
荷屬東印度國家鐵路公司所遺留的1600級蒸汽機車1622號 “Sri Gunung”（山岳女神），是部軌距為1,067毫米的莫利特機車，於1928年出廠，現保存於荷蘭鐵路博物館。
唐吉爾4號 (Trangkil No. 4 ，英國韓氏利特機車廠3902型) 於1971年出廠，是韓式利特在利茲的工廠所造的最後一輛蒸汽機車。這輛機車以往供位於爪哇島的唐吉爾（Trangkil）糖廠使用。已於2004年運返英國。

### 柴油引擎機車
截至2016年，KAI擁有約350台柴油引擎機車，分布在爪哇島和蘇門答臘島，用於客運和貨運服務。KAI所購入的首部柴油引擎機車是奇異公司的CC200型，1953年產品。

### 電動火車
截至2017年8月，KAI通勤在雅加達大都會區擁有758部電聯車 (EMU)。在雅加達的大多數電聯車是從日本首都圈主要鐵路營運商（如東日本旅客鐵道公司和東京地下鐵株式會社）購入的二手車。

## 用途

### 客運服務

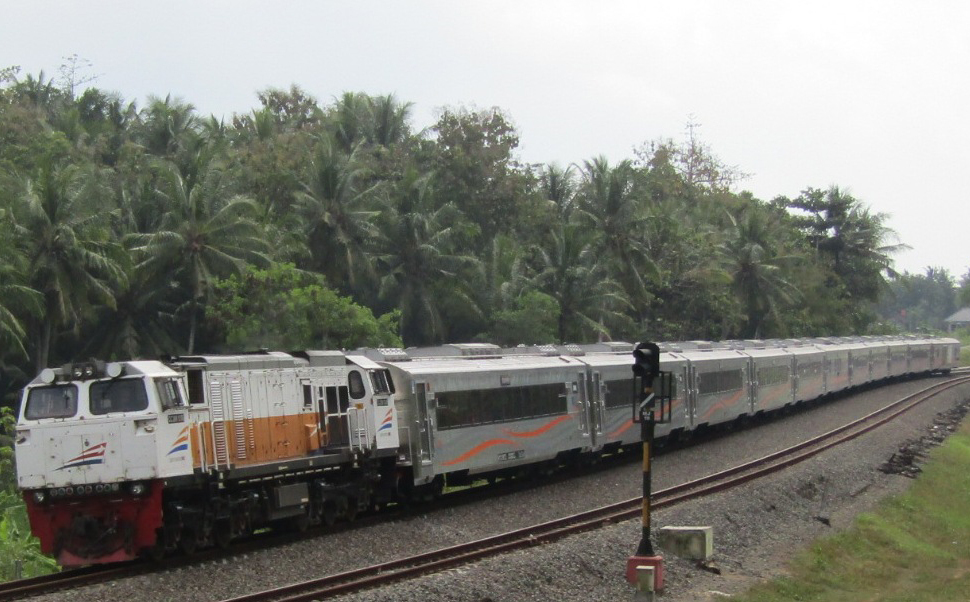
奔馳於萬隆與泗水間的長途客運火車Argo Wilis(維利斯火山)號。

KAI提供多樣客運服務，分為好幾種級別，從豪華級（luxury class，配有可躺式座椅和類似客機的設施），到行政級（executive class ，有空調，和具有可與其他國家鐵路較高等級媲美的可躺式座椅），到最近開始配備空調和可躺式座椅，接近行政級的商務級（business class），到硬座，但仍然有空調，價格便宜的經濟級（economy class）。到2013年初，所有商務級和經濟級都都配有空調系統。。
印尼鐵路也有臥鋪車。印尼最後一班全臥舖列車服務是比馬特快速列車，在1967年到1984年間行駛，然後改為大部分為座位車廂，只留下一兩輛臥舖車廂。到1995年開始變成全部座位車廂。自2018年起，雅加達至泗水路線、雅加達至日惹路線（{{lang-id|Taksaka）、雅加達至梭羅市路線印尼語：及印尼語：以及雅加達至瑪瑯路線印尼語：均已重新啟用臥鋪車的服務。
在爪哇島，大多數火車路線都用作連接雅加達及其腹地 - 稱為跨區域交通，但目前尚未充分開發。在如雅加達和萬隆等重要城市之間，則提供密集，每隔一小時即發一班車的服務。
印尼大多數客運列車，除短途的區間通勤車之外，都各自擁有個名稱。例如Depok Ekspres（之前雅加達和德博市之間的快速列車）、羅格瓦號（Logawa）（普禾加多 附近河流的名稱）、Argo Lawu（以梭羅附近的死火山拉武火山為名），或多少無意義卻浪漫的名字，例如Bangunkarta（以其所服務的三個城市名稱的縮寫：Jombang-Madiun-Jakarta）和Matarmaja（Malang-Blitar-Madiun-Jakarta）。
在1995-1999年期間，由於鐵路經營者引入許多新的快速列車，這種交通方式曾經歷過復興。當市場推出廉價機票，KAI的載客量有所下降，但已維持穩定，大多數列車的載客率仍維持在50%以上。

#### 阿爾戈網絡
附註：這條由雅加達甘比爾車站到萬隆奇亞康隆車站的客運路線由名為帕拉香甘山號的多班列車服務。

### 女性專用車廂
由於在公共場所，包括通勤列車和公共汽車上發生過許多性騷擾事件，KAI於2010年8月在雅加達市區的一些通勤線電動列車上推出女性專用車廂。2013年5月13日，KAI將女性專用列車和普通列車結合，在普通列車前後加掛女性專用車廂。這種方式目前用在雅加達的通勤線電動列車上。

### 優先座位
KAI為年長、孕婦、身體殘障和攜帶嬰兒母親的各式乘客提供優先座位，讓這些人與其他人一樣能容易以及舒適的乘坐。優先座位不僅設置在列車的首尾車廂（如同女性專用車廂），列車上每節車廂均設有八個優先座位。這種方式目前用在雅加達的通勤線電動列車上。

### 優先級 (臥鋪車)
KAI於2018年6月11日重新推出臥舖列車服務。這種臥舖列車配備一流的設施，與飛機頭等艙同級。首條路線是從甘比爾車站到泗水。另有豪華臥舖列車，由KAI的另一家子公司KAI Wisata經營。

### 貨運服務
爪哇的鐵路系統多少是以服務乘客為主，由於軌道承運量有限，能提供貨運的服務不多。在爪哇，一些較有名氣的貨運服務包括有雅加達和泗水之間的Kalimas號集裝箱列車和包裹/郵件列車，煉油廠或輸油站與油庫之間的石油列車，以及在中爪哇省的石英礦砂列車。
但近年來，KAI透過引入奇異公司CC206型機車，以及把北部海岸雅加達和泗水的鐵路擴建為雙軌，增加兩個城市之間的集裝箱貨運數量。沿路也建立許多集裝箱港口。KAI的做法把一些通常利用公路運輸的客戶吸引而來。
在南蘇門答臘省的鐵路系統以貨運為主。為發電廠運送煤炭的單元列車享有優先使用鐵路的權利。在西蘇門答臘省，有貨運列車為位於巴東附近因達隆的水泥廠提供服務，在北蘇門答臘省，有貨運列車為幾個油棕和橡膠種植園提供服務。

## 城市軌道交通和捷運系統
在雅加達、泗水和三寶壟曾有過有軌電車的服務，但印尼獨立後，這些路線遭到關閉。
在雅加達大都會區，營運中的城市鐵路網絡包含有通勤線電動列車，服務的路線有雅加達特別首都地域、德博市、茂物市、勿加泗市、丹格朗和南丹格朗等城市以及茂物縣、勿加泗縣和勒巴克縣。其他營運中的捷運系統有雅加達地鐵、雅加達輕軌和蘇加諾-哈達機場鐵路，為當地的公共交通網絡提供支持。
在泗水都會區有泗水通勤鐵路，從技術上講，當地並無城市捷運系統。但泗水有在市內及周邊地區建設捷運路線（1,435毫米標準軌）的計畫 - Dupak線 (Manyar-Dupak - Juanda)、龙格-库塔法線 (Dupak-Rungkut - Waru - Sidoarjo)、Krian線 (Manyar - Krian - Sidoarjo- Mojokerto) ，丹绒柏勒巴斯港線（丹絨帕拉可-華樂夫人 - Sidoarjo），朱安達（Juanda）線（Juanda - Sidoarjo）和其他環狀線（Dupak - Rungkut - Krian-Dupak）。
棉蘭都會區有瓜拉納穆國際機場鐵路。斯里拉拉望紗號通勤火車連接棉蘭和附近的民禮市。
巨港的巨港輕軌於2018年6月開始營運，在8月於雅加達舉行的2018年亞洲運動會之前完成。
在日惹市都會區和梭羅市都會區有日惹通勤線電動列車連結日惹、克雷頓和梭羅。普蘭巴南快速列車連接日惹和波窩利久縣。另外日惹有日惹國際機場鐵路和梭羅另有阿迪·蘇馬爾莫國際機場鐵路。
巴東有米南加保國際機場鐵路。

## 高速鐵路
近幾十年來，爪哇島上負責雅加達-泗水走廊的運輸骨幹 - 北海岸公路和鐵路系統都因密集壅塞的貨運和客運而受嚴重影響。印尼對於興建高速鐵路以連結這兩大人口稠密都市的計劃和研究已做了好幾年。到2008年開始認真考慮，而在2015年把計畫確定。最初是日本独立行政法人国際協力機構(JICA) 發布研究報告，提出為印尼爪哇島建造高速鐵路的想法，將首都雅加達與東爪哇省的泗水市（全長730公里）連接起來。日本企圖把新幹線高鐵技術出口到國外。繼2012年JICA的初步研究之後，詳細的可行性研究於2014年完成。而在2013年，印尼既有的鐵路系統開始擴充和升級。高鐡走廊的案子雖被提出，但印尼政府在2014年改朝換代，佐科·維多多於當年10月宣誓就任為總統。而新政府在2015年1月，基本上是把高鐵項目的籌備工作停止，所持的理由是這個項目成本太高，爪哇島以外的偏遠及落後島嶼的基礎設施需求更為急迫。
起初日本在高鐵項目中的主導地位似乎無人能挑戰。但中國在2015年4月以新提案加入競爭，讓形勢改變。中國加入競爭讓日本感到震驚。
2015年7月，印尼政府公佈建設連接雅加達和萬隆的高鐵計劃，並安排日本和中國廠商參與競爭。日本和中國對該項目均表達有興趣；並對這個項目進行全面研究。
印尼在2015年9月下旬把這個價值數十億美元的鐵路項目授予中國承建，而非日本。
擬議中的高速鐵路將連接該國首都雅加達和鄰近的西爪哇省萬隆市，全長約150公里，簡稱雅萬高鐵，預計還將進一步延伸到該國第二大城市，位於東爪哇省的泗水。
這個項目歷經多次推遲，首先是由於施工不慎影響到附近的道路，而後有土地徵收不順利，然後由於2019冠狀病毒病疫情的緣故，整個工程進度暫時停止，導致預定完工和開始營運日期均延後。。西爪哇省省長里德萬·卡米爾在2022年4月表示雅萬高鐵預計可在當年11月啟用。

### 資料來源
- United States Central Intelligence Agency (June 2, 2005), The World Fact Book: Indonesia （页面存档备份，存于）.  Retrieved June 17, 2005.
- Garratt, Colin. The World Encyclopedia of Locomotives  Anness Publishing (London), 2003, p. 47.
- History of Railways in Indonesia （页面存档备份，存于）

## 進一步閱讀
- How the Railroad is Modernising Asia （页面存档备份，存于）, The Advertiser, Adelaide, S. Australia, 22 March 1913. N.B.: The article is of approx. 1,500 words, covering approx. a dozen Asian countries.

## 外部連結
Regulator
- Official site of Directorate General of Railways

Operators
- Official site of Indonesian Railways Co.
- Official site of Jakarta MRT
- Official site of Jakarta LRT
- Official site of KAI Commuter